# Vlkovec
Vlkovec (Duits: Wilkowetz) is een Tsjechische plaats in de gemeente Chocerady, regio Midden-Bohemen, en maakt deel uit van het district Benešov. Het dorp ligt op ongeveer 1,5 kilometer afstand van Chocerady en op ongeveer 17 kilometer afstand van de stad Benešov.
Vlkovec telt 169 inwoners (2021).

## Geografie
Chocerady ligt aan de rivier de Sázava - precies aan de overzijde daarvan ligt Chocerady.

## Geschiedenis
De eerste schriftelijke vermelding van het dorp dateert van 1382.
In 1949 werd Vlkovec, samen met Chocerady, ingedeeld bij het district Benešov.

## Verkeer en vervoer

### Autowegen
Er leidt een regionale weg naar het dorp.

### Spoorlijnen
Station Vlkovec wordt bediend door treinen van spoorlijn 212 Čerčany - Sázava - Zruč nad Sázavou - Světlá nad Sázavou.

### Buslijnen
Er is één bushalte in het dorp:
| Halte                       | Lijn | Traject              | Vervoerder         |
| --------------------------- | ---- | -------------------- | ------------------ |
| Chocerady, Vlkovec, žel.st. | 465  | Chocerady - Samechov | Arriva City s.r.o. |

## Bezienswaardigheden
- Glasfabriek;
- Oorlogsmonument, ter herdenking van de slachtoffers van de Eerste Wereldoorlog.

## Galerij

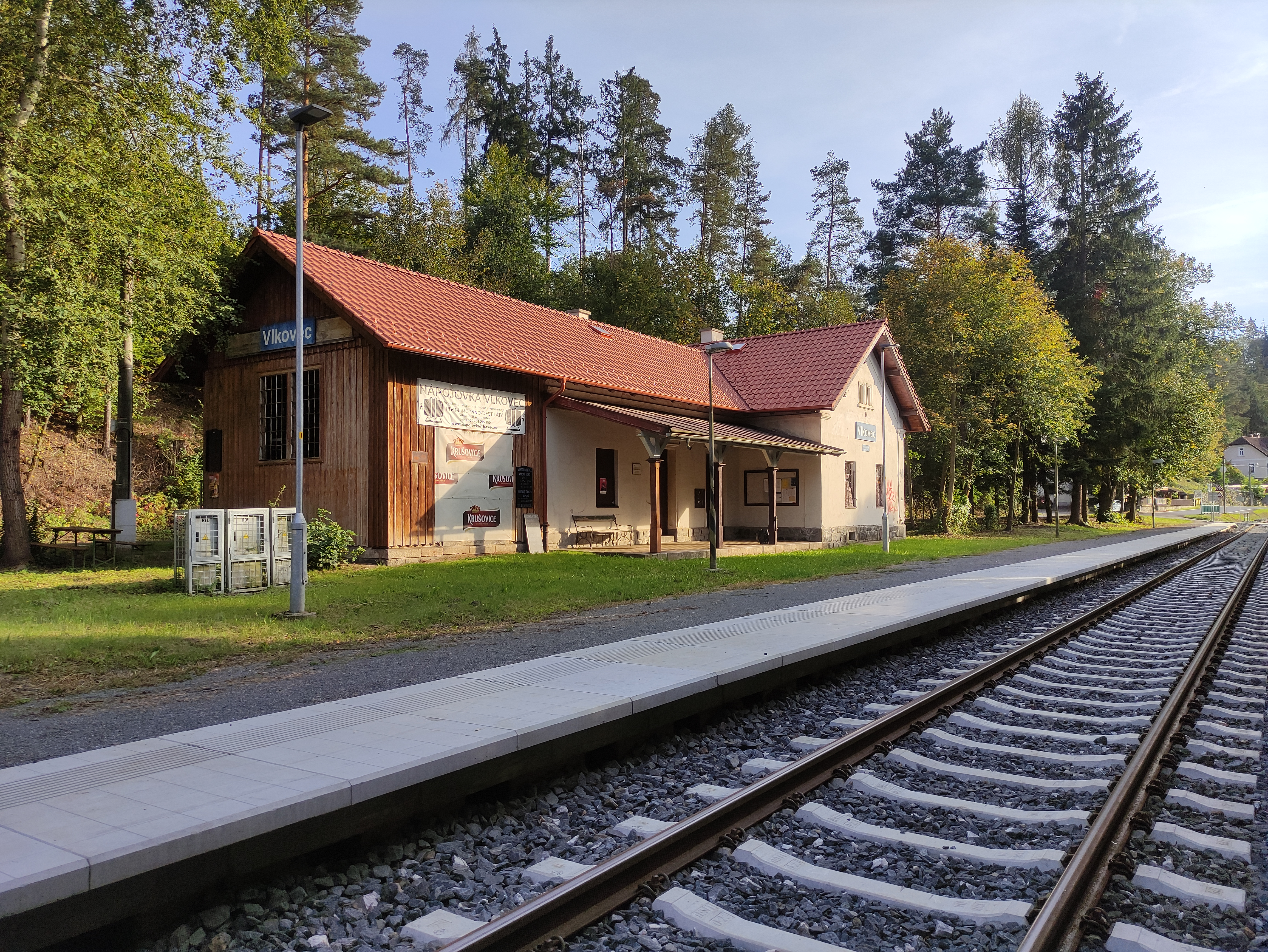
Station Vlkovec (2024)
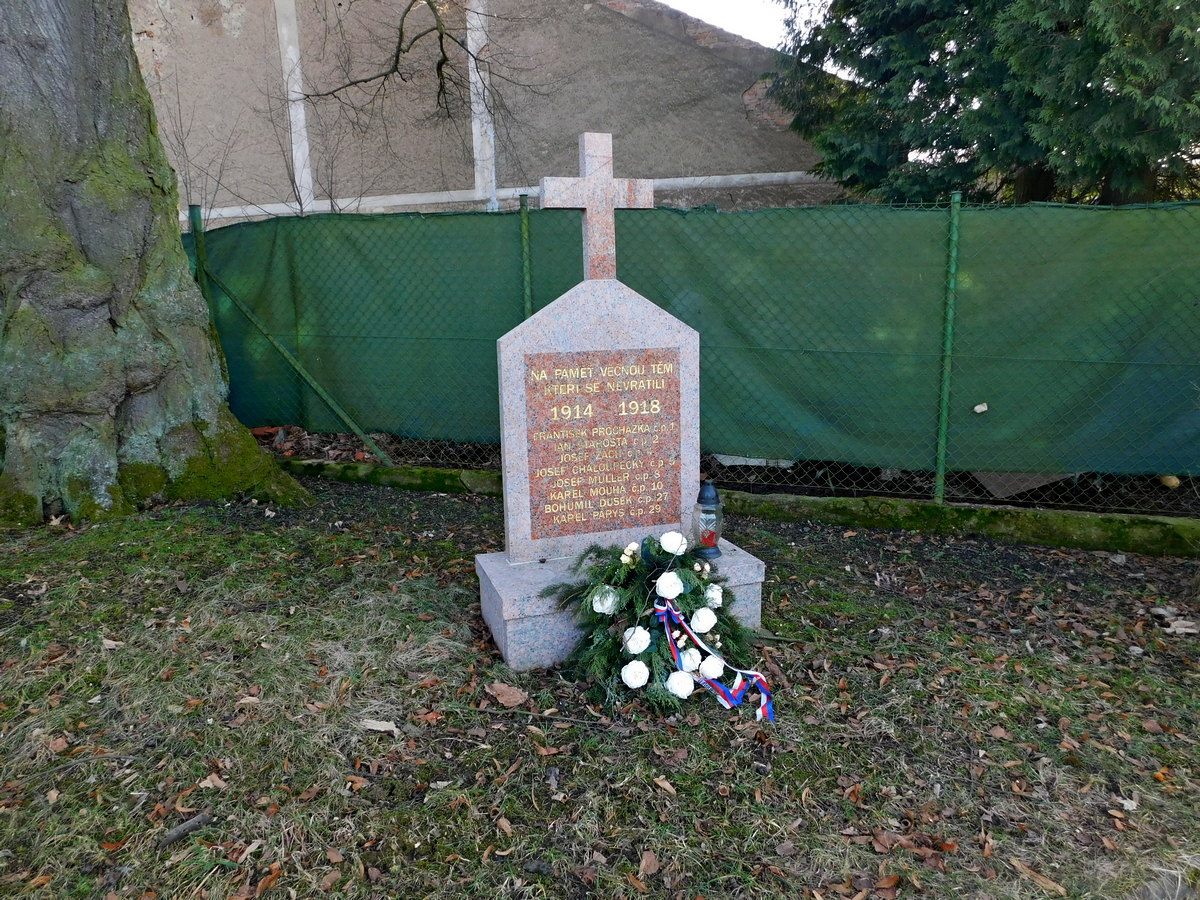
Oorlogsmonument (2021)
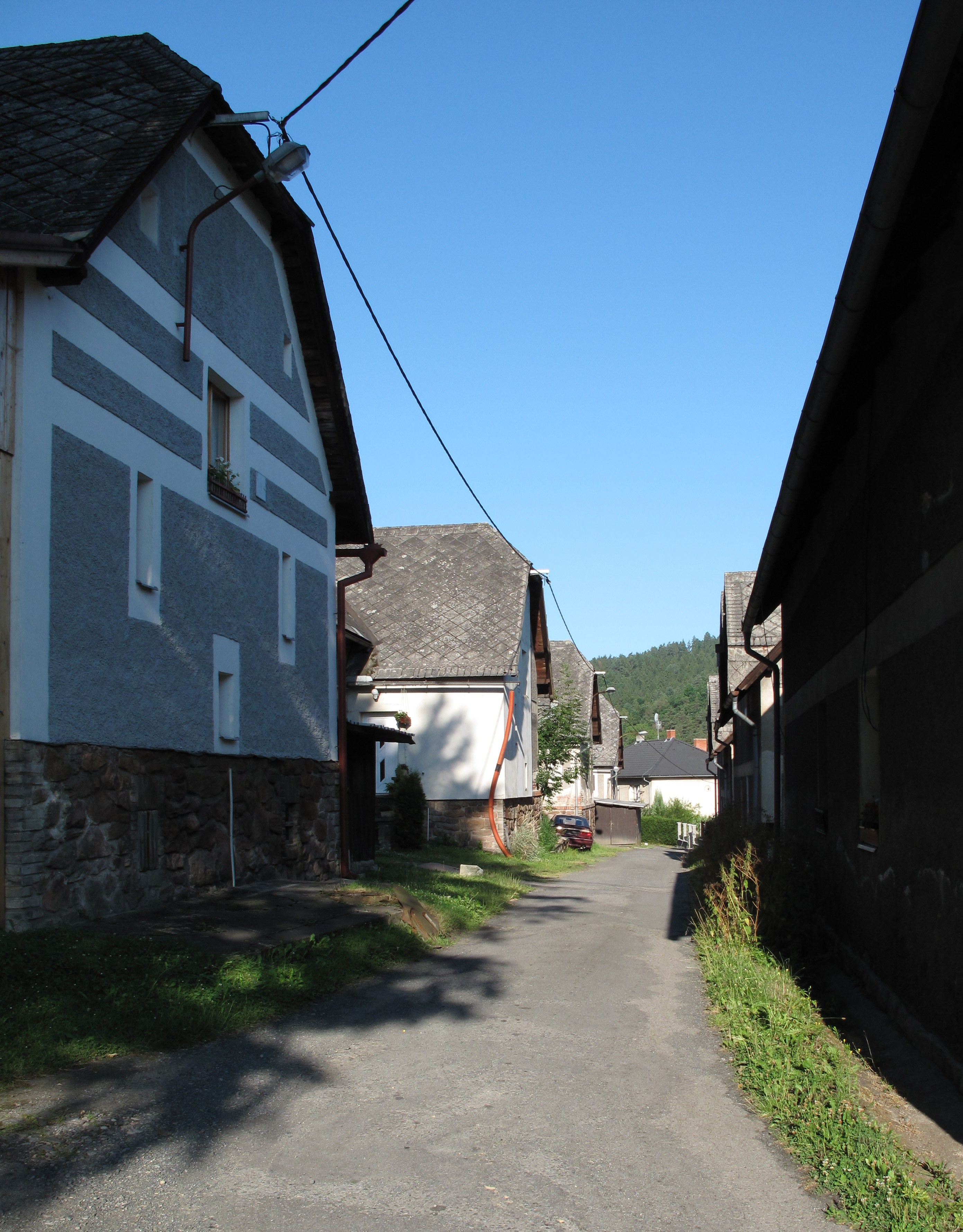
Bij de glasfabriek (2010)
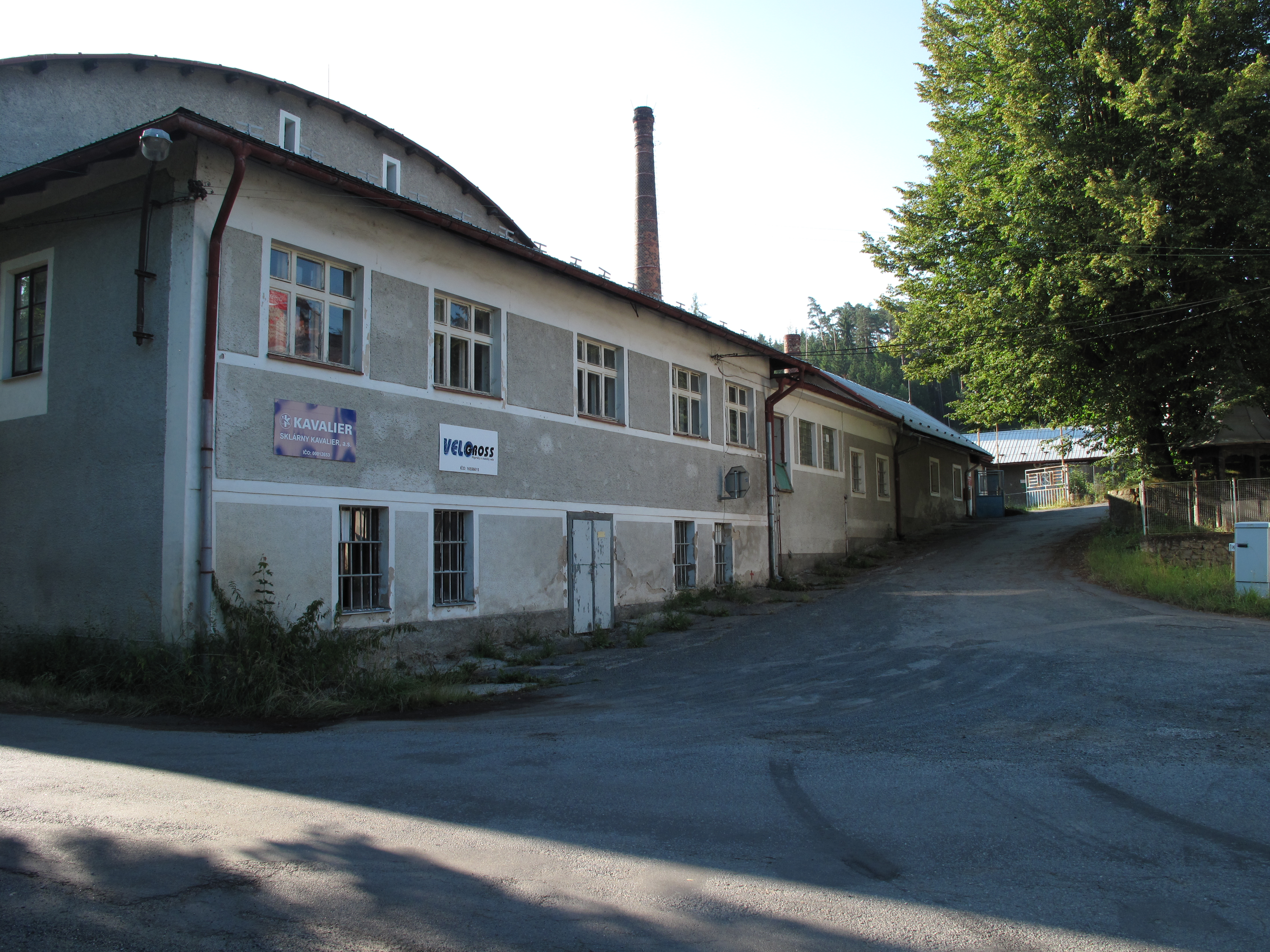
Kavalier-glasfabriek (2010)